# Creepy
Creepy fu una rivista antologica periodica a fumetti di genere horror pubblicata dal 1964 negli Stati Uniti d'America dalla Warren Publishing. Era una pubblicazione in bianco e nero, stampata nel formato di riviste e, come Mad, quindi non richiedeva l'approvazione della Comics Code Authority. Le storie di ogni numero venivano introdotte da Uncle Creepy ("zio raccapricciante", in Italia reso come zio Tibia), un personaggio immaginario con la funzione di presentare le storie. Contemporaneamente venivano pubblicate altre riviste simili come Eerie e Vampirella. Il personaggio di Uncle Creepy ne ha ispirato altri simili con la funzione di presentare le storie raccontate nel film Creepshow (1982) e nella serie televisiva I racconti della cripta. Molte storie erano prese dalla letteratura, in particolare Poe.

## Storia editoriale

### Anni sessanta
Russ Jones, disegnatore e redattore che fondò la rivista nel 1964, raccontò successivamente che aveva contattato l'editore Jim Warren con l'idea di una serie a fumetti di genere horror simile ai fumetti pubblicati dalla EC Comics negli anni cinquanta, ma nel formato a rivista in bianco e nero in modo che non fosse soggetta all'autocensura Comics Code Authority, organo di controllo dei contenuti di cui si erano forniti gli editori. Alla fine Warren acconsentì all'idea. Jones ha poi ricordato che: «Originariamente doveva essere una rivista di 64 pagine ma Jim la ridusse a 48. Feci uno schizzo del personaggio (Uncle Creepy) e lo spedii a Jack Davis per preparare una copertina. Ancora il titolo non c'era. I titoli sono difficili. Chiedi a chiunque ne abbia mai dovuto trovare uno. Una notte ero seduto in studio da solo, guardando le tavole di Wally Wood tratte dagli albi della EC, quando Warren chiamò. Era furioso e chiese un nome per il progetto. Io stavo guardando questi disegni e la mia attenzione venne catturata dalla parola "Creepy". Borbottai questo nome a Jim... Ora avevamo un titolo per la nostra rivista.»
Russ Jones abbandonò la collaborazione con l'editore Warren nel 1965 e il suo posto come curatore editoriale venne preso da Archie Goodwin il quale, aveva già scritto la maggior parte delle storie e lavorato con la maggior parte dei disegnatori e il suo apporto fu fondamentale a far divenire la casa editrice una forza di primo piano nel campo delle riviste di fumetti in bianco e nero.
I disegnatori in questo periodo furono Neal Adams, Dan Adkins, Reed Crandall, Johnny Craig, Steve Ditko, Frank Frazetta, Gray Morrow, John Severin, Ângelo Torres, Alex Toth, Al Williamson and Wally Wood. Originariamente pubblicato trimestralmente, divenne bimestrale alla fine del 1965.
Per ottenere i migliori risultati dai disegnatori, prima di scrivere una storia, Goodwin chiedeva all'artista che tipo di storia o ambientazione avrebbe voluto lavorare; ciò serviva a restringere il campo d'azione di Goodwin, rendendo più facile per lui inventare una storia. Scrisse anche un considerevole numero di adattamenti di opere di pubblico dominio, inizialmente cambiandogli il finale o l'inizio per evitare che risultassero eccessivamente familiari, ma poi, ritenendo che ciò risultasse infine presuntuoso, iniziò ad aderire più strettamente alle trame originali. Alla fine degli anni sessanta Goodwin si dimise da redattore. Col tempo, a causa della mancanza di fondi, la maggior parte dei principali artisti abbandonarono la rivista e Warren fu costretto a fare affidamento sulle ristampe delle vecchie storie per realizzare la rivista e che finirono per essere preponderanti fino al n. 32 dell'aprile 1970. Vari redattori gestirono la rivista durante questo periodo come Bill Parente, Nicola Cuti e lo stesso Warren. Le cose sarebbero riprese a partire dal 1969 con l'esordio della rivista Vampirella; alcuni dei disegnatori di Creepy, tra cui Frazetta, Crandall e Wood, sarebbero tornati, così come Goodwin, che fu redattore associato per i numeri dal 35 al 39.

### Anni settanta
Negli anni settanta la rivista venne curata da vari redattori dopo che Goodwin se ne andò per la seconda volta, tra cui Billy Graham e J. R. Cochran. William Dubay, che aveva iniziato esordito come disegnatore alla Warren nel 1970, divenne direttore della rivista per numeri dal 50 al 78, ad eccezione di un breve periodo nel 1974, quando Goodwin tornò per i numeri 61-64. Alla fine del 1971 iniziarono a collaborare con la Warren un gruppo di artisti dello Studio Barcellona dell'agenzia spagnola Selecciones Illustrada, realizzando opere sia per Creepy che per altre riviste della Warren, divenendo presto i principali realizzatori di storie a fumetti per la Warren durante tutti gli anni settanta. In questo gruppo di disegnatori figuravano Esteban Maroto, Jaime Brocal, Rafael Aura León, Martin Salvador, Luis García, Fernando Fernández, José González, José Bea, Isidro Monés, Sanjulián ed Enrich Torres. Altri artisti dello Studio Valencia della stessa agenzia iniziarono a collaborare con la Warren nel 1974, tra cui José Ortiz, Luis Bermejo e Leopold Sánchez. Gli scrittori di questo periodo furono Gerry Boudreau, Budd Lewis, Jim Stenstrum, Steve Skeates e Doug Moench e altri. Sotto la gestione di Dubay vennero pubblicati anche numeri speciali della rivista a tema o incentrati su un disegnatore. Iniziarono a essere presentate anche storie a colori, molte delle quali realizzate da Richard Corben. Verso la fine del suo periodo come redattore tornarono a collaborare anche molti artisti del primo periodo come Alex Toth e John Severin.
Dubay si dimise e l'ultimo numero della gestione di fu il 78; venne sostituito dal suo assistente Louise Jones, il quale avrebbe gestito la rivista fino al n. 116 nel marzo 1980.

### Anni ottanta
L'ex curatore editoriale della DC Comics, Carmine Infantino, passò alla Warren dove realizzò, come disegnatore, una cinquantina di storie. In questo periodo iniziarono a collaborare alcuni artisti filippini come Alex Niño, Alfredo Alcala e Rudy Nebres. Dopo essersi dimesso da curatore, Dubay rimase con la Warren come autore principale delle storie insieme ad altri autori come Bruce Jones, Bob Toomey e Roger McKenzie.
Dopo che Louise Jones, che si dimise da redattore dopo il n. 116, Dubay tornò a occupare il suo posto sotto lo pseudonimo "Will Richardson" fino al n. 126 quando venne sostituito da vari direttori come Chris Adames e Timothy Moriarty. In questo periodo la rivista tornò a presentare ristampe di vecchie storie. La rivista interruppe le pubblicazioni col n. 145 nel febbraio 1983. Dopo il fallimento della Warren i diritti vennero rilevati dalla Harris Publications la quale pubblicò un singolo numero, il n. 146, nel 1985.

### Anni 2000
Nel 2000, dopo una lunga controversia legale con la Harris Publications, la Warren si riprese la proprietà di tutti i diritti sui marchi Creepy ed Eerie i quali vennero poi acquisiti nel 2007 dalla New Comic Company LLC. Successivamente la New Comic Company LLC concluse un accordo di collaborazione con la Dark Horse Comics per ripubblicare i 285 numeri complessivi delle serie di Creepy ed Eerie. La prima serie, Creepy Archive, esordì nell'agosto 2008 mentre quella di Eerie Archive nel marzo 2009. Nel luglio 2009, esordì anche una nuova serie di Creepy curata da Shawna Gore e Dan Braun con Craig Haffner, pubblicando lavori di Bernie Wrightson, Angelo Torres, Saskia Gutekunst e Jason Shawn Alexander che illustrano storie scritte da Michael Woods, Dan Braun, Joe Harris e Bill Dubay.

## Premi e riconoscimenti
In 2009, Dan Braun e Shawna Gore hanno vinto lo Eisner Award per la migliore serie di ristampe con Creepy Archive.

## Edizione italiana
Tra gli anni sessanta e settanta, i fumetti della rivista furono pubblicati in Italia nella collana degli Oscar Mondadori.
- Le spiacevoli notti di Zio Tibia (Oscar Mondadori n. 221, del 14 luglio 1969).[9] Ristampa maggio 1974. Traduzione dall'inglese di Lydia Lax. Warren Publishing Co, New York. Presentazione di Pietro Bianchi. 24 fumetti dell'orrore tratti dalla rivista statunitense Creepy.
- Zio Tibia colpisce ancora (Oscar Mondadori n. 305, del 4 luglio 1970)[9][10][11]
- Mezzanotte con Zio Tibia (Oscar Mondadori n. 401, del 29 maggio 1972)[9]
- Nella cripta con Zio Tibia (Oscar Mondadori n. 2688, maggio 1994)

Nel 1989 e nel 1990 Zio Tibia fu il protagonista dello Zio Tibia Picture Show su Italia 1. Per continuità il narratore de I racconti della cripta in Italia fu chiamato Zio Tibia.